# Burg Sattelpeilnstein
Die Burg Sattelpeilnstein, auch Burg Peilstein genannt, ist der Rest einer Höhenburg auf dem 577,2 m ü. NN hohen Bergrücken „Hohen Gockel“ über der Gemarkung Sattelpeilnstein der Gemeinde Traitsching im Landkreis Cham in Bayern. Die Anlage wird als Bodendenkmal unter der Aktennummer D-3-6841-0147 im Bayernatlas als „mittelalterlicher Burgstall“ geführt.

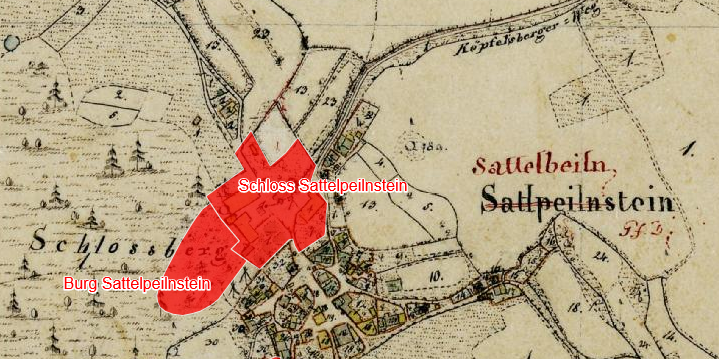
Lageplan von Burg und Schloss Sattelpeilnstein auf dem Urkataster von Bayern

Die Burg wurde 1180 erwähnt, war vermutlich Stammsitz der Herren von Peilnstein und verfiel im 15. Jahrhundert. Im 16. Jahrhundert erbaute Justinian von Peilnstein unterhalb der verfallenen Burg das neue Schloss Sattelpeilnstein.
Von der ehemaligen Burganlage, aus Granit-Buckelquadern gemauert, sind nur noch geringe Mauerreste erhalten. Der Burgstall ist heute ein Bodendenkmal.
Das Areal ist Bestandteil des Naturschutzgebiets Schlossberg von Sattelpeilnstein.